# Копачёвское сельское поселение (Тверская область)
Копачёвское се́льское поселе́ние — упразднённое муниципальное образование в составе Удомельского района Тверской области России.
В состав поселения входило 14 населённых пунктов. Административный центр — деревня Копачёво.
Образовано в 2005 году, включило в себя территорию Копачёвского сельского округа.
Законом Тверской области от 7 декабря 2015 года № 117-ЗО, 18 декабря 2015 года все муниципальные образования Удомельского района — городское поселение — город Удомля, Брусовское, Еремковское, Зареченское, Копачёвское, Котлованское, Куровское, Молдинское, Мстинское, Порожкинское, Рядское и Удомельское сельские поселения — были преобразованы в Удомельский городской округ.

## География
- Общая площадь: 173,4 км²
- Нахождение: юго-западная часть Удомельского района.
  - Граничит:
    - на северо-востоке — с Порожкинским СП,
    - на юго-востоке — с Удомельским СП,
    - на юге — с Вышневолоцким районом, Дятловское СП и Сорокинское СП,
    - на западе — с Мстинским СП.

Несколько озёр, крупнейшее — Маги.
Поселение пересекает железнодорожная линия Бологое — Сонково — Рыбинск.

## Население
На 01.01.2008 — 1057 человек.

## Населенные пункты
В состав поселения входили следующие населённые пункты:
| №  | Тип нп  | Название      | Население (2008 год) |
| -- | ------- | ------------- | -------------------- |
| 1  | дер.    | Копачёво      | 257                  |
| 2  | дер.    | Анисимово     | 9                    |
| 3  | дер.    | Архангельское | 0                    |
| 4  | дер.    | Бойково       | 17                   |
| 5  | дер.    | Гирино        | 0                    |
| 6  | дер.    | Глазачи       | 25                   |
| 7  | пос.    | Гриблянка     | 91                   |
| 8  | дер.    | Грибны        | 84                   |
| 9  | ж-д.ст. | Дремуха       | 0                    |
| 10 | пос.    | Красный Май   | 24                   |
| 11 | дер.    | Лишутино      | 8                    |
| 12 | дер.    | Оболтино      | 4                    |
| 13 | пос.    | Торфяное      | 26                   |
| 14 | дер.    | Хларево       | 10                   |

### Бывшие населенные пункты
На территории поселения исчезли деревни Горка, Гусинка, Маги, Новое, Плетно и другие.

## История
В XIX — начале XX века деревни поселения относились к Михайловской волости Вышневолоцкого уезда Тверской губернии.